# エクスプローラー (小説)
『エクスプローラー』は、北山大詩によるライトノベル。イラストは石田あきらが本文、渡辺信生がデザインを担当。富士見ミステリー文庫（富士見書房）より2006年1月から2007年8月まで刊行された。第5回富士見ヤングミステリー大賞奨励賞受賞作品。

## 登場人物
霧元透（きりもと とおる）

水瀬響（みなせ ひびき）

深芳薫（みよし かおる）

桃（もも）

椎名総一郎（しいな そういちろう）

柴田里美（しばた さとみ）

島木辰雄（しまき たつお）

霧生玲子（きりゅう れいこ）

黒田龍司（くろだ りゅうじ）

## 用語
エクスプローラー
非合法探し物サイト。
エクサー
エクスプローラーに寄せられた相談事を解決し、依頼料を得る捜索人。

## 既刊一覧
- 北山大詩（著） / 石田あきら（イラスト） 『エクスプローラー』 富士見書房〈富士見ミステリー文庫〉、全5巻
  1. 「覚醒少年」2006年1月7日発売、ISBN 4-8291-6336-4
  2. 「憂感少女」2006年4月8日発売、ISBN 4-8291-6349-6
  3. 「白黒乱舞」2006年8月10日発売、ISBN 4-8291-6365-8
  4. 「仇敵撃破」2006年11月10日発売、ISBN 4-8291-6372-0
  5. 「学園三昧」2007年8月10日発売、ISBN 978-4-8291-6397-9